# Sanna Klinghoffer
Sanna Klinghoffer, född i februari 1966 i Annedal, Göteborg, är en svensk journalist.
Klinghoffer har bland annat arbetat på Västnytt och P1:s aktualitetsprogram. År 2004 var hon med och grundade radioprogrammet Kaliber där hon inledningsvis var en av tre fasta medarbetare. Där ledde hon granskningar av bland annat den dolda främlingsfientligheten inom Sverigedemokraterna och dödsfall på svenska häkten. Klinghoffer vann Guldspaden 2008 för reportaget "I statens förvar" med Bo Göran Bodin och Anna Jaktén.
År 2010 lämnade hon Kaliber efter missnöje med programmets begränsade personalresurser. Istället gick hon över till SVT:s Uppdrag granskning. För Uppdrag granskning har hon gjort flera reportage om svenska jihadresenärer. I december 2016 sändes den av Klinghoffer producerade Dokument inifrån-dokumentären "Ensamma mot IS" på samma tema. Programmet tilldelades Kristallen för Årets granskning 2017
År 2019 tilldelades Sanna Klinghoffer Publicistklubbens stora pris med motiveringen "med stort personligt mod och imponerande uthållighet berikar hon journalistiken med berättelser som skakar om och berör".

## Källhänvisningar
1. ↑  Journalistik av hög kaliber, 28 maj 2004, Sydsvenskan
2. 1 2  ”Sanna Klinghoffer får Publicistklubbens Stora Pris 2019”. Publicistklubben. Arkiverad från originalet den 30 april 2019. https://web.archive.org/web/20190430090318/http://www.publicistklubben.se/2019/04/30/sanna-klinghoffer-far-publicistklubbens-stora-pris-2019/. Läst 30 april 2019.
3. ↑  Kaliber och SR Ekot prisas för häktes-granskning, Kaliber, 3 mars 2009
4. ↑  Sanna Klinghoffer lämnar Kaliber  ohållbart att vara kvar, Medievärlden, 18 mars 2010